# Oligodon unicolor
Espèce
Synonymes
- Simotes unicolor Kopstein, 1926

Statut de conservation UICN

 LC  : Préoccupation mineure
Oligodon unicolor est une espèce de serpent de la famille des Colubridae.

## Répartition
Cette espèce est endémique des îles Tanimbar en Indonésie.

## Taxinomie
Pour Philipp Wagner cette espèce ne serait qu'un synonyme de Oligodon forbesi.

## Publication originale
- Kopstein, 1926 : Reptilien von den Molukken und den benachbarten Inseln. Zoologische Mededelingen, vol. 1, p. 71-112 (texte intégral).